# Sophie Turner (actrice)
Sophie Belinda Jonas (meisjesnaam Turner) (Northampton, 21 februari 1996) is een Engelse actrice. Ze maakte in 2011 haar acteerdebuut als Sansa Stark in de fantasyserie Game of Thrones, deze rol bracht haar een Emmy Award-nominatie op in 2019, voor de categorie Outstanding Supporting Actress in a Drama Series.

## Carrière
Turners debuutrol en tevens doorbraak was die als Sansa Stark, de oudste dochter uit de Starkfamilie in Game of Thrones. Ze speelde dit personage vanaf 2011 in alle acht seizoenen van de serie. Haar dramadocent moedigde haar aan auditie te doen voor de rol. Voor het spelen van het personage verfde ze haar haar rood. Van nature is ze blond. Turners eerste filmrol was die als Fay in Another Me, gebaseerd op het gelijknamige boek van Catherine MacPhail.

## Persoonlijk
Turner is geboren in Northampton en verhuisde naar Warwick toen ze twee jaar oud was.
Ze is bevriend met collega actrice Maisie Williams, die in Game of Thrones haar zus Arya speelt. Ze ontmoetten elkaar op de auditie voor de serie. Turner heeft de hond Zunni, die de rol van Lady, haar schrikwolf uit Game of Thrones speelt, geadopteerd.
Turner was van 2019 tot en met 2024 getrouwd met zanger Joe Jonas. Samen hebben ze twee dochters.

## Televisieseries
- Game of Thrones - Sansa Stark (2011-2019, 59 afleveringen)
- Joan - Joan (2024, 6 afleveringen)

- Bibliothèque nationale de France: cb17824738h (data)
- Gemeinsame Normdatei: 1066403236
- International Standard Name Identifier: 0000 0004 0173 1788
- Library of Congress Control Number: no2013019804
- Nationale Bibliotheek van Letland: 000342412
- MusicBrainz: fa4ae1dc-68d0-4a3b-98f1-0182f8526594
- Nationale Bibliotheek van Israël: 987007352753405171
- Nederlandse Thesaurus van Auteursnamen: 419352295
- Système universitaire de documentation: 240280040
- Virtual International Authority File: 296487780
- WorldCat: E39PBJkD7bKQ8m9VqmKxXjvrbd